# Mongolské invaze do Japonska
Mongolské invaze do Japonska (japonsky: 元寇, Genkó) v letech 1274 a 1281 byly, i přes svůj neúspěch, historické události prvořadého významu. Tyto pokusy o invazi patří mezi nejslavnější události japonských dějin a vzhledem k tomu, že pomohly zastavit územní expanzi Mongolské říše, patří bezesporu i k významným událostem dějin světových.
Odkazy na ně můžeme i dnes najít v mnoha uměleckých dílech. Jsou to nejstarší události, se kterými se pojí výraz kamikaze („božský vítr“). Za posledních více než 1500 let bylo Japonsko právě v té době nejblíže možnému dobytí nepřátelskými vojsky (s výjimkou konce druhé světové války).

## Invaze

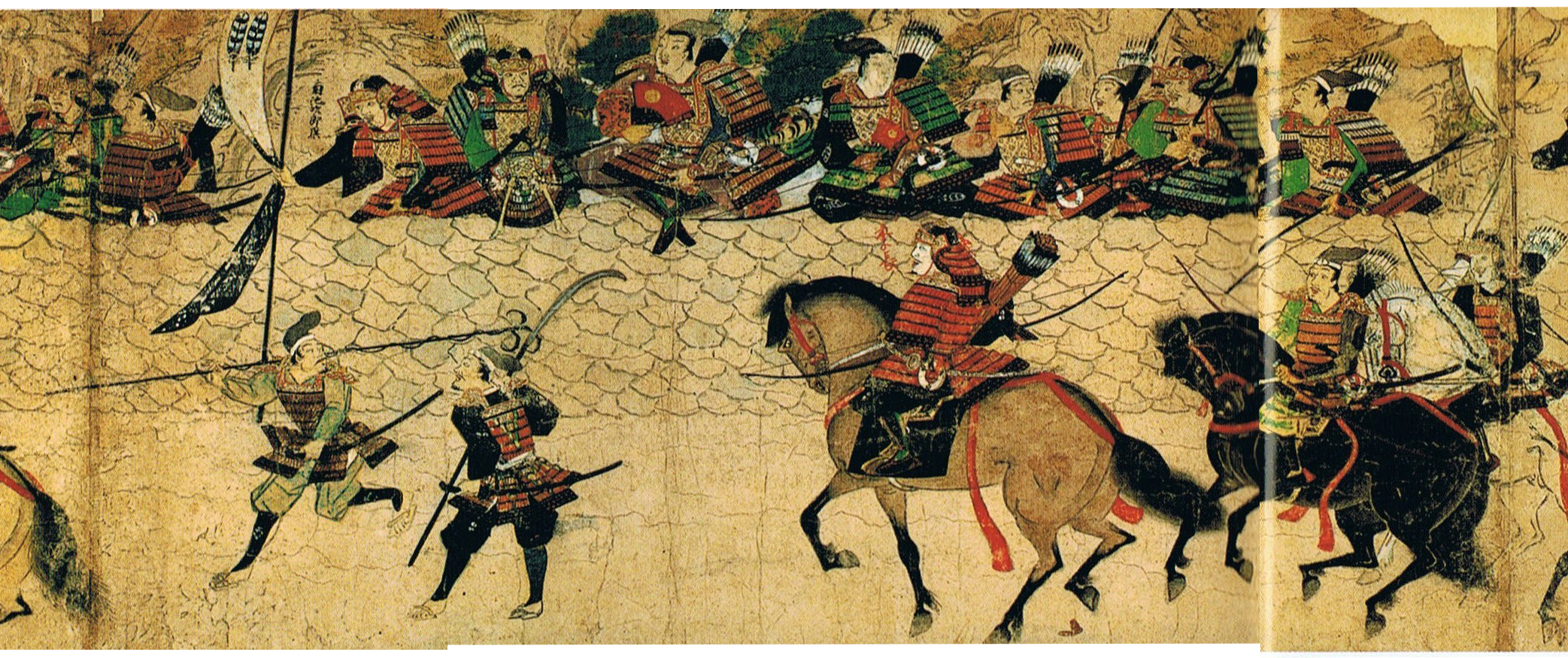
Obranná zeď u Hakaty. Moko Šurai Ekotoba, (蒙古襲来絵詞) kolem 1293.

Kublajchán se stal čínským císařem v roce 1259 a roku 1264 ustanovil hlavním městem Peking. Korea byla brzy přinucena podvolit se mongolské nadvládě. O dva roky později Kublajchán vyslal své emisary do Japonska. Požadoval, aby se Japonci podřídili jeho nadvládě nebo čelili invazi. V roce 1268 poslal druhou skupinu vyslanců, ale stejně jako ta předchozí, se vrátila s nepořízenou. Obě skupiny vyslanců se setkaly s Činzei Bugjóem neboli Pověřencem pro obranu Západu, který jejich požadavky postoupil šógunovi v Kamakuře a císaři v Kjótu. Poté si ještě obě strany vyměnily množství vzkazů přes korejské posly a mongolské vyslance. Bakufu (šógunova vláda) přikázala všem, kteří měli v držení léna na ostrově Kjúšú (oblast nejbližší ke Koreji, a tedy nejpravděpodobnější cíl útoku), aby se tam vrátili a vojenským silám na Kjúšú, aby se přesunuly na západ a dále tak posílily možná místa vylodění. Navíc byly organizovány velké bohoslužby a řešení běžných vládních problémů bylo odloženo až na dobu po překonání krize.

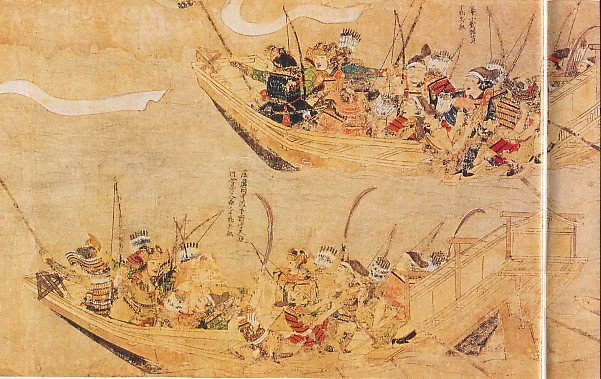
Japonské útočné lodě. Moko Šurai Ekotoba (蒙古襲来絵詞), kolem 1293.

Kublajchán chtěl začít válku už v roce 1268, ale zjistil, že mu Korejci v té době nebyli schopni poskytnout dostatečnou armádu a loďstvo. V roce 1273 poslal do Koreje část vojska jako předvoj, ale to nebylo schopné se zásobovat z místních zdrojů a muselo se vrátit do Číny pro zásoby. Nakonec roku 1274 mongolské loďstvo vyplulo s asi 15 000 mongolskými a čínskými vojáky a 8 000 korejskými válečníky na 300 velkých a 400 až 500 menších plavidlech. Snadno dobyli ostrovy Cušima a Iki a 19. listopadu přistáli v zátoce Hakata, blízko Dazaifu, starobylého administrativního centra ostrova Kjúšú. Následující den se strhla bitva Bun'ei (文永の役), také známá jako „(První) bitva v zátoce Hakata“. Mongolové měli vyspělejší zbraně i taktiku, ale byli přečísleni japonskými obránci, kteří se připravovali na útok měsíce dopředu a kteří dostali posily v okamžiku, kdy se dozvěděli o ztrátě Cušimy a Iki. Bitva trvala celý den a až noční bouře přesvědčila Mongoly, aby se stáhli.
Od roku 1275 bakufu zvýšila své úsilí v přípravě obrany proti druhé invazi, o které se domnívala, že je nevyhnutelná. Byla vylepšena organizace samurajů na Kjúšú a vybudovány pevnosti a další obranné stavby na místech vhodných k vylodění (včetně Hakaty). Mezitím se korejský král mnohokrát snažil vyjednávat s Mongoly a odrazoval je od dalších pokusů obsadit Japonsko.

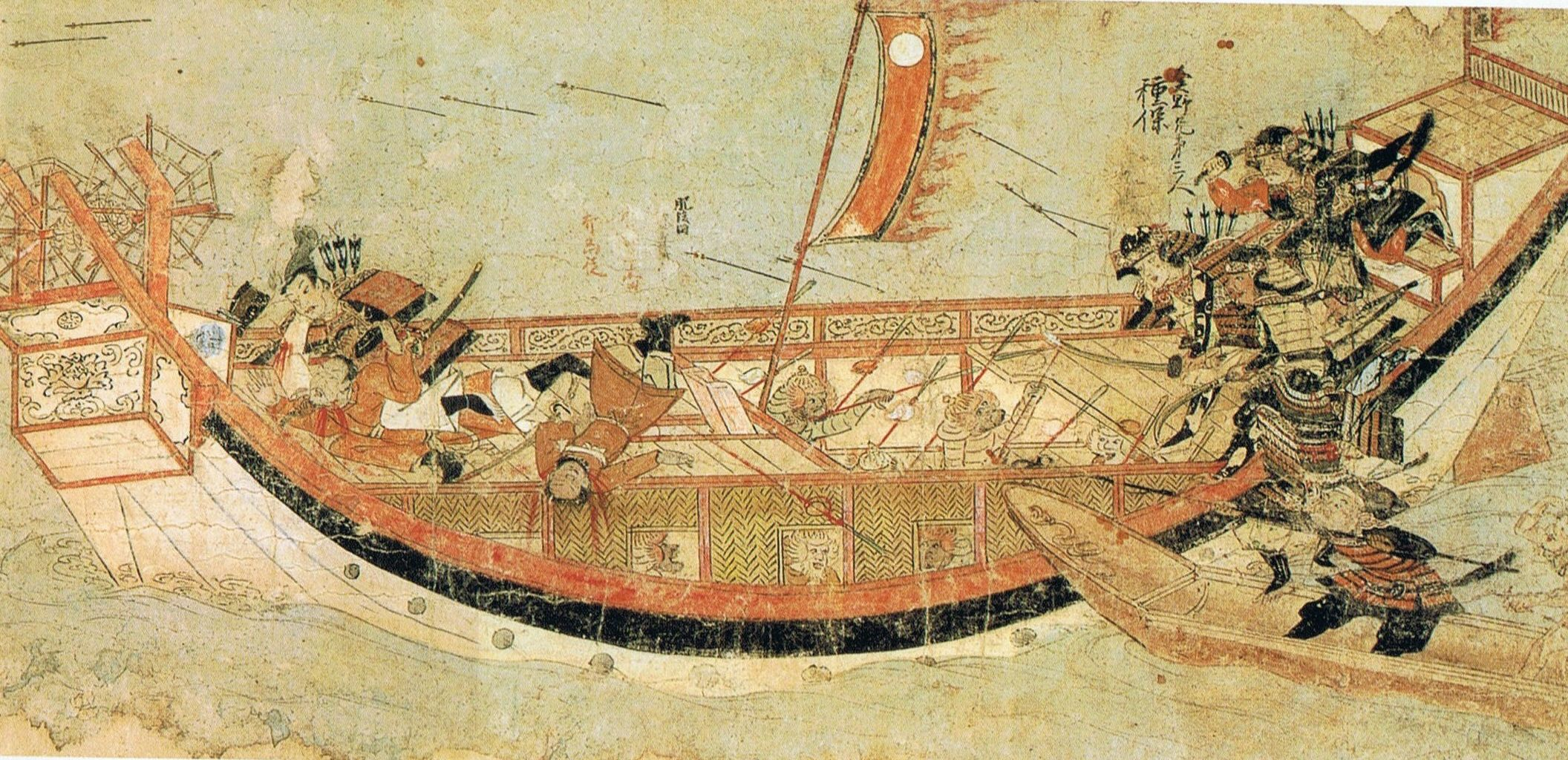
Samurajové útočí na mongolské lodě v roce 1281. Moko Šurai Ekotoba (蒙古襲来絵詞), asi 1293.

Na jaře 1281 byla mongolská čínská flota zdržena problémy se zásobováním a obsazením velkého množství lodí, které měla. Jejich korejská flota vyplula, utrpěla těžké ztráty u Cušimy a vrátila se zpět. V létě kombinovaná korejsko-čínská flota obsadila Ikišimu a pokračovala ke Kjúšú. Tam přistála na několika oddělených místech. V několika jednotlivých střetnutích, společně známých jako bitva Kóan (弘安の役), nebo také „Druhá bitva v zátoce Hakata“, byly mongolské síly vrženy zpět na jejich lodě. Poté dnes slavný kamikaze, silný tajfun, bičoval pobřeží Kjúšú po dva dny a potopil většinu mongolských lodí. Zdá se, že k obrovským ztrátám při tajfunu přispěl i fakt, že pracovníci čínských loděnic odvedli tak nekvalitní práci, že to až hraničilo s důmyslnou sabotáží, a že do floty byly zařazeny i říční lodě nevhodné pro plavbu po moři.

## Následky
Kublajchán se chtěl pokusit o invazi do Japonska ještě jednou v roce 1286, ale nedostatek zdrojů pro takový pokus mu v tom zabránil.
V samotném Japonsku celonárodní reorganizace potřebná k odražení Mongolů vyčerpávala všechny ekonomické a vojenské zdroje. Útoky také poskytly bakufu výmluvu, proč si uchovala moc nad celou zemí a nepředala ji zpět císaři. Ještě několik dalších let pokračovalo posilování obrany Kjúšú a mnoho vojenských opatření zůstalo v platnosti delší dobu.
I když to není přijímáno všeobecně, mnozí odborníci dnes věří, že počty bojovníků na obou stranách byly mnohem nižší než se tradičně uvádí. Mnoho odborníků si také myslí, že Japonci byli schopni odrazit nájezdníky i bez přispění šťastného (a známého) kamikaze.